# 王初应
王初应，元朝漳州长泰（今福建省漳州市长泰区）人。
元武宗至大四年（1311年）二月，跟随父亲义士到刘岭山打柴，有老虎从丛棘中跑出，抓住义士，伤其右肩，王初应奔去营救，抽出镰刀刺入老虎鼻中，将它杀死，父亲得以活命。朝廷旌表其门。